# Catalunya Diu Prou
Catalunya Diu Prou fou una plataforma de suport a accions que portin Catalunya i el conjunt dels Països Catalans a la independència. El moviment va començar a la primavera de 2012 per una iniciativa d'una trentena d'empresaris que volien promoure la insubmissió fiscal. El 2014 ja una setantena d'ajuntaments van seguir el consell de la plataforma de pagar les impostos a l'Agència Tributària de Catalunya (ATC) i persones prominents com Ernest Margall van seguir-los.

## Unes accions destacades
En promoure la insubmissió fiscal a Espanya pretén obtenir la plena sobirania fiscal per a Catalunya i aconseguir que els impostos dels catalans es quedin a Catalunya. Per això des de l'abril del 2012, inicialment vuit empresaris i autònoms, lliuren les seves taxes (IRPF i IVA) a l'ATC en comptes de fer-ho a l'espanyola. Més tard s'hi van afegir els ajuntaments de Gallifa i d'Alella. El mes de febrer del 2013, l'Associació de Municipis per la Independència va aprovar demanar a tots els seus ajuntaments que també paguin els seus impostos a l'Agència Tributària Catalana. El juliol del 2013 ja eren una cinquantena d'ajuntaments i el 2014 una septantena.
L'entitat va oferir als catalans residents a l'exterior la possibilitat de fer una denúncia col·lectiva contra els responsables que van impedir milers de persones votar des de l'estranger en les eleccions catalanes del 25-N del 2012. L'entitat va denunciar una «negació sistemàtica» dels vots per part de les ambaixades i consolats, basada en grans dificultats i la impossibilitat d'obtenir la documentació. En col·laboració amb la web Catalans al món es van recollir unes quaranta denúncies i més de 450 queixes de catalans de l'exterior que es van presentar al jutjat.
L'organització va denúnciar el coronel a la reserva, Francisco Alamán Castro, per haver amenaçat amb una intervenció militar contra Catalunya i incitar a la violència contra el sobiranisme, menystenint l'estat de dret i la democràcia. La denúncia es va interposar per «amenaces, sedició i apologia del genocidi, entre altres delictes». El Tribunal Superior de Justícia de Catalunya va acceptar la demanda però el ministeri fiscal va resoldre arxivar-la argumentant la llibertat d'expressió i comparant el seu discurs de violència amb el discurs del dret a decidir.
Va oferir assessorament jurídic als participants en la campanya No vull pagar. També les dues entitats principals de Catalunya Diu Prou, Ara o Mai i el Centre Autonomista de Dependents del Comerç i de la Indústria (CADCI), van signar en seu parlamentària un document de defensa jurídica conjunta dels participants, amb els partits ERC, Solidaritat Catalana per la Independència, Reagrupament i CUP.
L'entitat, impulsada per Carme Teixidó, progressivament va deixar de generar activitats.